# サザン・パシフィック鉄道4449号蒸気機関車
サザン・パシフィック鉄道4449号蒸気機関車（サザン・パシフィックてつどう4449ごうじょうききかんしゃ）は、かつてアメリカ合衆国に存在したサザン・パシフィック鉄道（略称：SP）のGS-4型蒸気機関車の1両である。GS-4は流線型で、車軸配置は4-8-4（ノーザン）型である。GSは、 "Golden State" （機関車が運行されていたカリフォルニア州の愛称）あるいは "General Service." の略である。
1941年5月に、オハイオ州のライマ・ロコモティブ・ワークスでサザンパシフィック鉄道向けに製造された。赤とオレンジによるコースト・デイライト塗装は、客車を牽引する列車の代名詞であった。
4449は1957年に退役した後、オレゴン州ポートランドのオークス公園に保存されていたが、1974年に合衆国建国200周年を記念して2台目のアメリカン・フリーダム・トレインとして48州を巡回するため、動態に復元された。ポートランドのブルックリン扇型機関庫を拠点として、ボランティアの寄付に支えられながら運行されている。